# Anacranae gorochovi
Anacranae gorochovi är en insektsart som beskrevs av Sergey Storozhenko 2002. Anacranae gorochovi ingår i släktet Anacranae och familjen gräshoppor. Inga underarter finns listade i Catalogue of Life.